# Knospung

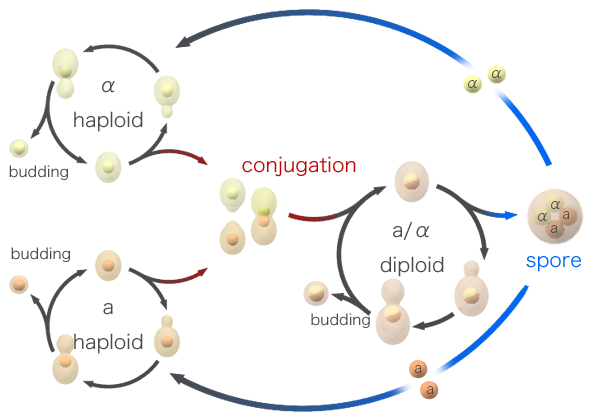
Lebenszyklus Knospungshefe

Die Knospung oder Sprossung (auch Gemmation) ist eine Art der vegetativen Vermehrung, eine Unterform der ungeschlechtlichen Vermehrung. Sie kann sowohl bei Einzellern als auch bei Mehrzellern einschließlich Pilzen, Tieren und Pflanzen auftreten.
- Bei Bakterien bezeichnet Knospung eine ungleiche Zellteilung, die sich durch lokales Wachstum vollzieht. Die Tochterzelle (Knospe) ist dabei meist kleiner als die Mutterzelle, im Gegensatz zur Spaltung. Zu den knospenden Bakterien gehören einige Wasser- und Bodenbakterien.[1]

- Bei einzelligen Sprosshefen (Hefen) und mehrzelligen Pilzen tritt einer der beiden zuvor durch Zellteilung gebildeten Protoplasten aus einem Porus der gemeinsamen Zellwand aus und bildet für sich eine neue Zellwand, während der andere Protoplast in der alten Zellwand verbleibt und nur den Porus zu verschließen braucht. Die Poren erkennt man bei den Eltern an den so genannten Narben. Bei einigen Schlauchpilzen werden die Konidien, bei Ständerpilzen (Basidiomycetes) die Basidiosporen durch Sprossung gebildet.

- Bei Pflanzen entstehen durch örtliche Wachstumsvorgänge Auswüchse, die sich mehr oder weniger vollständig von der Mutterpflanze lösen.

- Mehrzellige Tiere schnüren Zellkomplexe an der Oberfläche des Mutterindividuums ab, wodurch Tochterindividuen entstehen; wenn diese am Mutterorganismus verbleiben, entstehen Kolonien. Knospung findet sich bei Schwämmen (Porifera), Nesseltieren (Cnidaria), Moostierchen (Bryozoa), Manteltieren (Tunicata) sowie manchen Ringelwürmern (Naidinae).

- Treten behüllte Viren aus der Wirtszelle aus, indem sie einen Teil der Wirts-Zellmembran als Virushülle verwenden, so spricht man ebenfalls von Knospung (englisch Budding).[1]